# Mpimbandiye
Mpimbandiye är ett vattendrag i Burundi.   Det ligger i provinsen Cankuzo, i den nordöstra delen av landet, 160 kilometer öster om huvudstaden Bujumbura.
I omgivningarna runt Mpimbandiye växer huvudsakligen savannskog. Runt Mpimbandiye är det ganska tätbefolkat, med 93 invånare per kvadratkilometer.